# Ernst Elster
Ernst August Eduard Jakob Elster, född den 26 april 1860 i Frankfurt am Main, död den 6 oktober 1940 i Marburg, var en tysk litteraturhistoriker. Han var bror till Ludwig Elster.
Elster blev extra ordinarie professor i Leipzig 1892 och ordinarie professor i Marburg 1901. Han blev emeritus 1928. Elster försökte i Prinzipien der Literaturwissenschaft (2 band, 1897-1910) medla mellan de filologisk-kulturhistoriska och estetisk-filosofiska riktningarna inom litteraturforskningen. Han utgav även den första kritiska utgåvan av Heinrich Heines skrifter.